# استایرن مالیک آنهیدرید
استایرن مالیک آنهیدرید (به انگلیسی: Styrene maleic anhydride) با فرمول شیمیایی (C۸H۸)n-(C۴H۲O۳)m یک ترکیب شیمیایی است. که جرم مولی آن متغیر می‌باشد. شکل ظاهری این ترکیب، پلیمر واضح و شفاف است.